# George Enescu, Botoșani
George Enescu là một xã thuộc hạt Botoșani, România. Dân số thời điểm năm 2002 là 3689 người.
Xã được đặt theo tên nhà soạn nhạc lừng danh George Enescu.